# Giải Gấu bạc cho nữ diễn viên xuất sắc nhất
Giải Gấu bạc cho Nữ diễn viên xuất sắc nhất (tên tiếng Anh: Silver Bear for Best Actress; tên tiếng Đức: Silberner Bär/Beste Darstellerin) là giải thưởng được trao tặng tại Liên hoan phim quốc tế Berlin, bắt đầu từ năm 1956 và kết thúc vào năm 2020. Đây là giải thưởng được trao tặng cho những nữ diễn viên có màn trình diễn xuất sắc nhất và được bình chọn bởi Ban giám khảo Quốc tế từ các bộ phim có trong danh sách tranh Giải Gấu vàng tại liên hoan phim. Bắt đầu từ Liên hoan phim Berlin lần thứ 71, hạng mục này đã được thay thế bằng hai hạng mục mang tính trung lập giới tính mới là Giải Gấu bạc cho Diễn viên chính xuất sắc nhất và Giải Gấu bạc cho Diễn viên phụ xuất sắc nhất.
Tại Liên hoan phim quốc tế Berlin lần thứ 6 được tổ chức vào năm 1956, nữ diễn viên Elsa Martinelli đã trở thành người đầu tiên giành được giải thưởng này với màn trình diễn trong bộ phim Donatella và Paula Beer là người chiến thắng cuối cùng ở hạng mục này cho vai diễn trong bộ phim Undine tại Liên hoan phim quốc tế Berlin lần thứ 70 năm 2020.

## Lịch sử
Hạng mục này được giới thiệu lần đầu tiên vào năm 1956 và có thể dành cho cả nữ diễn viên chính và nữ diễn viên phụ.
Tuy nhiên, giải thưởng này không được trao trong bốn lần vào các năm 1969, 1973-74 và 1990. Vào năm 1970, không một giải thưởng nào được trao tại liên hoan phim vì sự cố hoãn giữa chừng do tranh cãi về bộ phim được lựa chọn chính thức, o.k. của đạo diễn Michael Verhoeven, dẫn đến sự từ chức của Ban Giám khảo Quốc tế.
Năm 2011, giải thưởng này được trao tặng cho toàn bộ dàn diễn viên nữ của bộ phim A Separation. Nữ minh tinh Shirley MacLaine là người dành được nhiều giải thưởng nhất trong hạng mục này, với hai lần Ask Any Girl (1959) và Desperate Characters (1971). Bên cạnh đó, nữ diễn viên người Nhật Sachiko Hidari là nữ diễn viên duy nhất dành được giải thưởng này cho hai bộ phim khách nhau trong cùng một liên hoan phim, cho hai vai diễn của cô trong The Insect Woman và She and He vào năm 1964.
Lần cuối cùng được tổ chức trao giải của hạng mục này là vào năm 2020. Kể từ năm 2021, hạng mục sẽ được thay thế bằng hai hạng mục trao giải trung lập về giới tính là Giải Gấu bạc cho Diễn viên chính xuất sắc nhất và Giải Gấu bạc cho Diễn viên phụ xuất sắc nhất

## Người đoạt giải

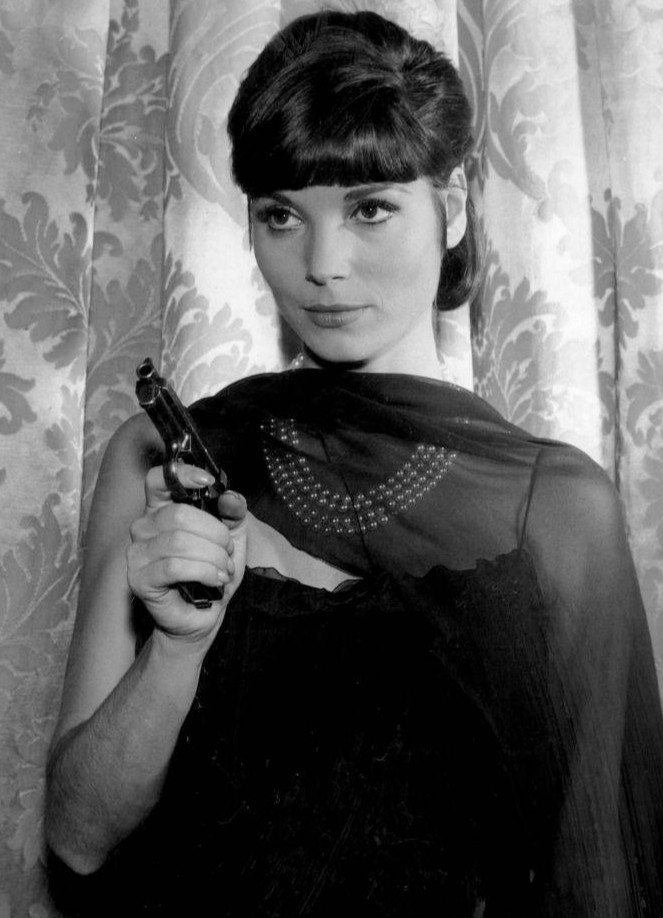
Elsa Martinelli, người đầu tiên đoạt giải Gấu bạc dành cho Nữ diễn viên xuất sắc.

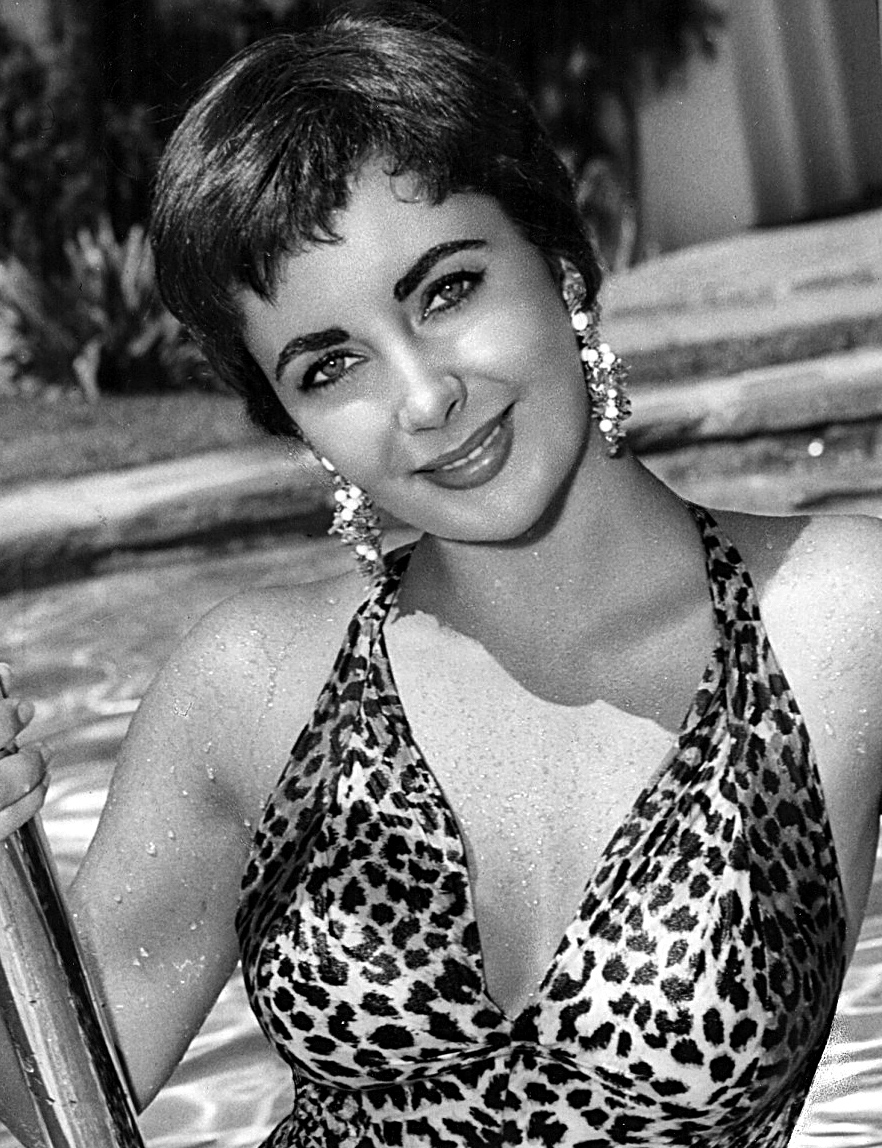
Elizabeth Taylor, người đoạt giải Gấu bạc dành cho Nữ diễn viên xuất sắc năm 1972.

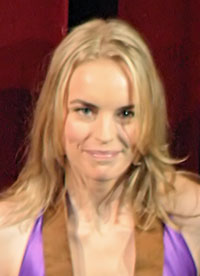
Nina Hoss, người đoạt giải Gấu bạc dành cho Nữ diễn viên xuất sắc năm 2007.

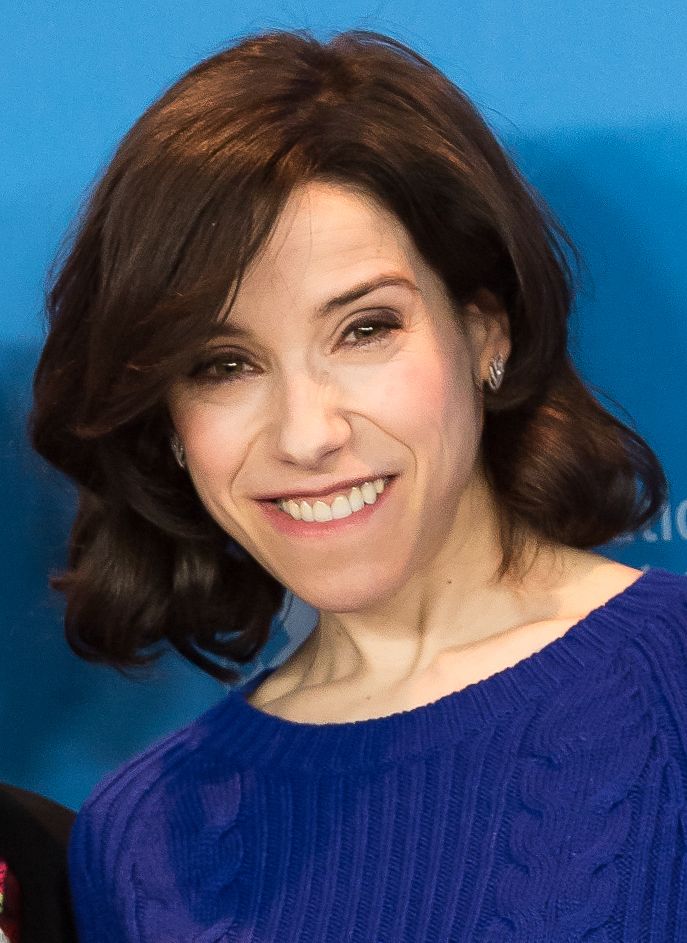
Sally Hawkins, người đoạt giải Gấu bạc dành cho Nữ diễn viên xuất sắc năm 2008.

| Năm | Diễn viên | Vai diễn | Phim | Tựa gốc | Quốc gia của Nữ diễn viên | Nguồn |
| --- | --- | --- | --- | --- | --- | --- |
| Thập niên 1950 | | | | | | |
| 1956 | Elsa Martinelli | Donatella | Donatella | Donatella | Italy | [ 1 ] |
| 1957 | Yvonne Mitchell | Amy Preston | Woman in a Dressing Gown | Woman in a Dressing Gown | United Kingdom | [ 2 ] |
| 1958 | Anna Magnani | Gioia | Wild Is the Wind | Wild Is the Wind | Italy | [ 3 ] |
| 1959 | Shirley MacLaine | Meg Wheeler | Ask Any Girl | Ask Any Girl | United States | [ 4 ] |
| Thập niên 1960 | | | | | | |
| 1960 | Juliette Mayniel | Annette | The Fair | Kirmes | France | [ 5 ] |
| 1961 | Anna Karina | Angela Récamier | A Woman Is a Woman | Une femme est une femme | France | [ 6 ] |
| 1962 | Rita Gam | Estelle Rigault | No Exit | No Exit | United States | [ 7 ] |
| 1962 | Viveca Lindfors | Inès Serrano | No Exit | No Exit | Sweden United States | [ 7 ] |
| 1963 | Bibi Andersson | The Girl | The Mistress | Älskarinnan | Sweden | [ 8 ] |
| 1964 | Sachiko Hidari[A] | Tome Matsuki | The Insect Woman | にっぽん昆虫記 | Japan | [ 9 ] |
| 1964 | Sachiko Hidari[A] | Naoko Ishikawa | She and He | 彼女と彼 | Japan | [ 9 ] |
| 1965 | Madhur Jaffrey | Manjula | Shakespeare Wallah | Shakespeare Wallah | India | [ 10 ] |
| 1966 | Lola Albright | Marie Greene | Lord Love a Duck | Lord Love a Duck | United States | [ 11 ] |
| 1967 | Edith Evans | Maggie Ross | The Whisperers | The Whisperers | United Kingdom | [ 12 ] |
| 1968 | Stéphane Audran | Frédérique | Les Biches | Les Biches | France | [ 13 ] |
| 1969 | Không được trao giải | Không được trao giải | Không được trao giải | Không được trao giải | Không được trao giải | Không được trao giải |
| Thập niên 1970 | | | | | | |
| 1970 | Không được trao giải vì những tranh cãi xung quanh việc tham gia tranh giải của bộ phim o.k. của đạo diễn Michael Verhoeven dẫn đến việc từ chức của ban giám khảo trước khi liên hoan phim kết thúc | Không được trao giải vì những tranh cãi xung quanh việc tham gia tranh giải của bộ phim o.k. của đạo diễn Michael Verhoeven dẫn đến việc từ chức của ban giám khảo trước khi liên hoan phim kết thúc | Không được trao giải vì những tranh cãi xung quanh việc tham gia tranh giải của bộ phim o.k. của đạo diễn Michael Verhoeven dẫn đến việc từ chức của ban giám khảo trước khi liên hoan phim kết thúc | Không được trao giải vì những tranh cãi xung quanh việc tham gia tranh giải của bộ phim o.k. của đạo diễn Michael Verhoeven dẫn đến việc từ chức của ban giám khảo trước khi liên hoan phim kết thúc | Không được trao giải vì những tranh cãi xung quanh việc tham gia tranh giải của bộ phim o.k. của đạo diễn Michael Verhoeven dẫn đến việc từ chức của ban giám khảo trước khi liên hoan phim kết thúc | Không được trao giải vì những tranh cãi xung quanh việc tham gia tranh giải của bộ phim o.k. của đạo diễn Michael Verhoeven dẫn đến việc từ chức của ban giám khảo trước khi liên hoan phim kết thúc |
| 1971 | Shirley MacLaine | Sophie Bentwood | Desperate Characters | Desperate Characters | United States | [ 14 ] |
| 1971 | Simone Signoret | Clémence Bouin | Le Chat | Le Chat | France | [ 14 ] |
| 1972 | Elizabeth Taylor | Jimmie Jean Jackson | Hammersmith Is Out | Hammersmith Is Out | United Kingdom United States | [ 15 ] |
| 1973 | Không được trao giải | Không được trao giải | Không được trao giải | Không được trao giải | Không được trao giải | Không được trao giải |
| 1974 | Không được trao giải | Không được trao giải | Không được trao giải | Không được trao giải | Không được trao giải | Không được trao giải |
| 1975 | Kinuyo Tanaka | Osaki Yamakawa | Sandakan No. 8 | サンダカン八番娼館 望郷 | Japan | [ 16 ] |
| 1976 | Jadwiga Barańska | Barbara Niechcic | Nights and Days | Noce i dnie | Poland | [ 17 ] |
| 1977 | Lily Tomlin | Margo Sperling | The Late Show | The Late Show | United States | [ 18 ] |
| 1978 | Gena Rowlands | Myrtle Gordon | Opening Night | Opening Night | United States | [ 19 ] |
| 1979 | Hanna Schygulla | Maria Braun | The Marriage of Maria Braun | Die Ehe der Maria Braun | West Germany | [ 20 ] |
| Thập niên 1980 | | | | | | |
| 1980 | Renate Krößner | Ingrid "Sunny" Sommer | Solo Sunny | Solo Sunny | East Germany | [ 21 ] |
| 1981 | Barbara Grabowska | Kama | Fever | Gorączka | Poland | [ 22 ] |
| 1982 | Katrin Sass | Nina Kern | Bürgschaft für ein Jahr | Bürgschaft für ein Jahr | East Germany | [ 23 ] |
| 1983 | Yevgeniya Glushenko | Vera Silkova | Love by Request | Влюблён по собственному желанию | Soviet Union | [ 24 ] |
| 1984 | Inna Churikova | Vera Nikolaevna | Wartime Romance | Военно-полевой роман | Soviet Union | [ 25 ] |
| 1985 | Jo Kennedy | Mary | Wrong World | Wrong World | Australia | [ 26 ] |
| 1986 | Marcélia Cartaxo | Macabéa | Hour of the Star | A Hora da Estrela | Brazil | [ 27 ] |
| 1986 | Charlotte Valandrey | Nadia | Red Kiss | Rouge Baiser | France | [ 27 ] |
| 1987 | Ana Beatriz Nogueira | Vera | Vera | Vera | Brazil | [ 28 ] |
| 1988 | Holly Hunter | Jane Craig | Broadcast News | Broadcast News | United States | [ 29 ] |
| 1989 | Isabelle Adjani | Camille Claudel | Camille Claudel | Camille Claudel | France | [ 30 ] |
| Thập niên 1990 | | | | | | |
| 1990 | Không được trao giải | Không được trao giải | Không được trao giải | Không được trao giải | Không được trao giải | Không được trao giải |
| 1991 | Victoria Abril | Luisa | Lovers | Amantes | Spain | [ 31 ] |
| 1992 | Maggie Cheung | Ruan Lingyu | Nguyễn Linh Ngọc | 阮玲玉 | Hong Kong | [ 32 ] |
| 1993 | Michelle Pfeiffer | Lurene Hallett | Love Field | Love Field | United States | [ 33 ] |
| 1994 | Crissy Rock | Maggie Conlan | Ladybird, Ladybird | Ladybird, Ladybird | United Kingdom | [ 34 ] |
| 1995 | Josephine Siao | May Sun | Summer Snow | 女人四十 | Hong Kong | [ 35 ] |
| 1996 | Anouk Grinberg | Marie Abarth | My Man | Mon Homme | France | [ 36 ] |
| 1997 | Juliette Binoche | Hana | Bệnh nhân người Anh | Bệnh nhân người Anh | France | [ 37 ] |
| 1998 | Fernanda Montenegro | Isadora Teixeira | Central Station | Central do Brasil | Brazil | [ 38 ] |
| 1999 | Juliane Köhler | Lilly Wust (Aimée) | Aimée & Jaguar | Aimée & Jaguar | Germany | [ 39 ] |
| 1999 | Maria Schrader | Felice Schragenheim (Jaguar) | Aimée & Jaguar | Aimée & Jaguar | Germany | [ 39 ] |
| Thập niên 2000 | | | | | | |
| 2000 | Bibiana Beglau | Rita Vogt | The Legend of Rita | Die Stille nach dem Schuß | Germany | [ 40 ] |
| 2000 | Nadja Uhl | Tatjana | The Legend of Rita | Die Stille nach dem Schuß | Germany | [ 40 ] |
| 2001 | Kerry Fox | Claire | Intimacy | Intimacy | New Zealand | [ 41 ] |
| 2002 | Halle Berry | Leticia Musgrove | Vũ hội của quỷ | Vũ hội của quỷ | United States | [ 42 ] |
| 2003 | Nicole Kidman | Virginia Woolf | Thời khắc | Thời khắc | Australia United States | [ 43 ] |
| 2003 | Julianne Moore | Laura Brown | Thời khắc | Thời khắc | United States | [ 43 ] |
| 2003 | Meryl Streep | Clarissa Vaughn | Thời khắc | Thời khắc | United States | [ 43 ] |
| 2004 | Catalina Sandino Moreno | María Álvarez | Maria Full of Grace | María, llena eres de gracia | Colombia | [ 44 ] |
| 2004 | Charlize Theron | Aileen Wuornos | Quái vật | Quái vật | South Africa | [ 44 ] |
| 2005 | Julia Jentsch | Sophie Scholl | Sophie Scholl – The Final Days | Sophie Scholl — Die letzten Tage | Germany | [ 45 ] |
| 2006 | Sandra Hüller | Michaela Klingler | Requiem | Requiem | Germany | [ 46 ] |
| 2007 | Nina Hoss | Yella Fichte | Yella | Yella | Germany | [ 47 ] |
| 2008 | Sally Hawkins | Pauline "Poppy" Cross | Yêu đời lên bạn nhé | Yêu đời lên bạn nhé | United Kingdom | [ 48 ] |
| 2009 | Birgit Minichmayr | Gitti | Everyone Else | Alle Anderen | Austria | [ 49 ] |
| Thập niên 2010 | | | | | | |
| 2010 | Shinobu Terajima | Shigeko Kurokawa | Caterpillar | キャタピラー | Japan | [ 50 ] |
| 2011 | Leila Hatami[B] | Simin | A Separation | جدایی نادر از سیمین | Iran | [ 51 ] |
| 2011 | Sareh Bayat[B] | Razieh | A Separation | جدایی نادر از سیمین | Iran | [ 51 ] |
| 2011 | Sarina Farhadi[B] | Termeh | A Separation | جدایی نادر از سیمین | Iran | [ 51 ] |
| 2011 | Kimia Hosseini[B] | Somayeh | A Separation | جدایی نادر از سیمین | Iran | [ 51 ] |
| 2012 | Rachel Mwanza | Komona | Phù thủy chiến tranh | Rebelle | Democratic Republic of the Congo | [ 52 ] |
| 2013 | Paulina García | Gloria Cumplido | Gloria | Gloria | Chile | [ 53 ] |
| 2014 | Haru Kuroki | Taki Nunomiya | The Little House | 小さいおうち | Japan | [ 54 ] |
| 2015 | Charlotte Rampling | Kate Mercer | 45 năm | 45 năm | United Kingdom | [ 55 ] |
| 2016 | Trine Dyrholm | Anna | The Commune | Kollektivet | Denmark | [ 56 ] |
| 2017 | Kim Min-hee | Young-hee | Biển đêm một mình | 밤의 해변에서 혼자 | South Korea | [ 57 ] |
| 2018 | Ana Brun | Chela | The Heiresses | Las herederas | Paraguay | [ 58 ] |
| 2019 | Vịnh Mai | Wang Liyun | So Long, My Son | 地久天长 | China | [ 59 ] |
| Thập niên 2020 | | | | | | |
| 2020 | Paula Beer | Undine Wibeau | Undine | Undine | Germany | [ 60 ] |
| Kết thúc vào năm 2020. Kể từ năm 2021, hạng mục đã được thay thế bằng hai hạng mục mang tính trung lập giới tính mới là Giải Gấu bạc cho Diễn viên chính xuất sắc nhất và Giải Gấu bạc cho Diễn viên phụ xuất sắc nhất. | | | | | | |

## Người đoạt giải nhiều lần
| Số lần | Tên diễn viên    | Quốc tịch     | Tên phim                    |
| ------ | ---------------- | ------------- | --------------------------- |
| 2      | Shirley MacLaine | United States | Ask Any Girl (1959)         |
| 2      | Shirley MacLaine | United States | Desperate Characters (1971) |

## Quốc gia đoạt giải
| Quốc gia (số người chiến thắng)      |
| ------------------------------------ |
| United States (15)                   |
| Germany (11)                         |
| France (8)                           |
| United Kingdom (6)                   |
| Iran (4)                             |
| Japan (4)                            |
| Brazil (3)                           |
| Australia (2)                        |
| Hong Kong (2)                        |
| Italy (2)                            |
| Poland (2)                           |
| Soviet Union (2)                     |
| Sweden (2)                           |
| Austria (1)                          |
| Chile (1)                            |
| China (1)                            |
| Colombia (1)                         |
| Democratic Republic of the Congo (1) |
| Denmark (1)                          |
| India (1)                            |
| New Zealand (1)                      |
| Paraguay (1)                         |
| South Africa (1)                     |
| South Korea (1)                      |
| Spain (1)                            |